# Fundação Pinacoteca Benedicto Calixto
A Fundação Pinacoteca Benedicto Calixto, está localizada no imóvel conhecido como Casarão Branco do Boqueirão em Santos, um exemplar da época áurea do café no Brasil. Foi construído em 1900 pelo alemão Anton Carl Dick, que em 1910, por motivos familiares, sai do Brasil, desfazendo-se do imóvel. O novo proprietário, o Sr. Francisco da Costa Pires, exportador de café se muda para o imóvel com a esposa e sete filhos. Em 1913, por problemas financeiros a família Pires vende o imóvel, que passa a ser a sede do Asilo dos Inválidos. Em 1921 a familia Pires readquire imóvel e executa uma grande reforma, dando origem a novos ambientes - varandas laterais no andar superior, alojamento de criados, duas salas de aula para crianças, quadra de tenis, pomar, um quarto de costura, afrescos e um jardim de inverno. A casa tem um estilo arquitetônico eclético com decoração interna em Art Nouveau e escada de mármore Carrara, com corrimão de ferro maciço confeccionado pelo Liceu de Artes e Ofícios de São Paulo. Essa residência foi uma das precursoras na região, por ser construída totalmente isolada, diferente das casas da época que eram geminadas. Devido a quebra da Bolsa de Valores de Nova York e a consequente desvalorização do café, em 1935, os Pires vendem definitivamente o imóvel, que por um período curto de tempo passa a ser um pensionato de moças. Em 1937 a casa é adquirida pelo espanhol Antonio Canero, cuja familia reside no imóvel ate 1978. A prefeitura intervém e em 1979 o imóvel é declarado de utilidade pública. Os herdeiros então, sem conseguir entrar em acordo com a prefeitura sobre o valor do imóvel, o abandonam. A casa se transforma em cortiço e uma grande degradação acontece no local. Em 1986 a prefeitura inicia a restauração completa do imóvel que se extende até 1992, quando se instala no local a Pinacoteca, como homenagem a Benedicto Calixto, o retratista do mar. Em 2012 o imóvel é tombado pelo Conselho Municipal de Defesa do Patrimônio Cultural de Santos – CONDEPASA. O casarão é o último remanescente da orla do período dos barões do café.

## Benedicto Calixto, O Retratista doMar
Nascido em 14 de outubro de 1853, na cidade de Itanhaém, litoral de São Paulo, o fiel retratista do mar realizou uma imensa obra e obteve reconhecimento nacional e internacional de seu trabalho. Calixto começou sua carreira retratando com muita técnica e sensibilidade telas sobre o cotidiano, cultura e costumes de Santos e regiões próximas. Além de ter feito obras grandes como a pintura do teto do Teatro Guarani, Benedicto também foi professor de pintura e estudos históricos. Calixto nos faz notar através de sua arte a passagem do século XIX para o século XX.Benedicto Calixto recebeu propostas de Visconde de Vergueiro para estudar na França. Em 1883 embarcou para Paris e retornou para o Brasil em 1884, residindo em São Vicente até o seu falecimento em 31 de maio de 1927.

## Branquinha A História do Casarão Branco
Branquinha, de forma lúdica, conta a história da sua vida, seus medos, desafios e conquistas, desde quando foi construída até se tornar a Pinacoteca Benedicto Calixto e tornar-se conhecida como O Casarão Branco.
A proposta fundamental da criação deste livro é a Conscientização Sobre a Importância da Preservação do Patrimônio.
O livro produzido tem o intuito de preservar a história do Casarão Branco, e de levar essa história, riquíssima, ao maior número de crianças e jovens possível, tentando conscientiza-los sobre a preservação do patrimônio histórico que é o Casarão Branco sede da Pinacoteca Benedicto Calixto.
No livro, a própria casa tem vida e narra a sua história, ela recebeu olhos, boca e braços, que possibilitou dar expressões a ela durante as 14 ilustrações feitas à aquarela e lápis aquarelável e também de fazer uma proximidade com o leitor. A casa expõe aos leitores seus medos, alegrias e aflições que passou desde sua construção até a inauguração da Pinacoteca Benedito Calixto, fazendo assim um apelo a sua preservação e criando nas pessoas certo carinho a este espaço, levando todos a enxergarem além da sua estrutura física.
[...senti-me, ao percorrer suas páginas, a própria "Branquinha"!] - Edith Pires Gonçalves Dias, ex-moradora do Casarão, filha de Francisco da Costa Pires, um barão do café.
Texto e ilustrações de Bárbara Leite, produzido pela editora Communicar.